# Solanum bellum
Solanum bellum là một loài thực vật thuộc họ Solanaceae. Đây là loài đặc hữu của Ecuador.